# Sienno (gemeente)
De gemeente Sienno is een landgemeente in het Poolse woiwodschap Mazovië, in powiat Lipski.
De zetel van de gemeente is in Sienno.
Op 30 juni 2004 telde de gemeente 6432 inwoners.

## Oppervlakte gegevens
In 2002 bedroeg de totale oppervlakte van gemeente Sienno 147,15 km², waarvan:
- agrarisch gebied: 80%
- bossen: 17%

De gemeente beslaat 19,68% van de totale oppervlakte van de powiat.

## Demografie
Stand op 30 juni 2004:
| Omschrijving                   | Totaal | Totaal | Vrouwen | Vrouwen | Mannen | Mannen |
| ------------------------------ | ------ | ------ | ------- | ------- | ------ | ------ |
| eenheid                        | aantal | %      | aantal  | %       | aantal | %      |
| inwoners                       | 6432   | 100    | 3174    | 49,3    | 3258   | 50,7   |
| bevolkingsdichtheid (inw./km²) | 43,7   | 43,7   | 21,6    | 21,6    | 22,1   | 22,1   |

In 2002 bedroeg het gemiddelde inkomen per inwoner 1293,26 zł.

## Administratieve plaatsen (sołectwo)
Adamów, Aleksandrów, Aleksandrów Duży, Bronisławów, Dąbrówka, Dębowe Pole, Eugeniów, Gozdawa, Hieronimów, Janów, Jawor Solecki, Jaworska Wola, Kadłubek, Karolów, Kochanówka, Krzyżanówka, Leśniczówka, Ludwików, Nowa Wieś, Nowy Olechów, Osówka, Piasków, Praga Dolna, Praga Górna, Sienno, Stara Wieś, Stary Olechów, Tarnówek, Trzemcha Dolna, Trzemcha Górna, Wierzchowiska Pierwsze, Wierzchowiska Drugie, Wodąca, Wyględów, Wygoda, Zapusta.

## Aangrenzende gemeenten
Bałtów, Bodzechów, Brody, Ciepielów, Kunów, Lipsko, Rzeczniów, Tarłów